# Beth Beglin
Elizabeth „Beth“ Anne Beglin (* 2. April 1957 in Teaneck, New Jersey) ist eine ehemalige Hockey-Spielerin aus den Vereinigten Staaten. Sie gewann 1984 eine olympische Bronzemedaille.

## Leben
Beth Beglin graduierte 1979 am West Chester State College im Fach Gesundheitserziehung.
1984 war sie Mitglied der Damen-Hockeynationalmannschaft der Vereinigten Staaten bei den Olympischen Spielen in Los Angeles. Dort trafen in der Gruppenphase alle sechs teilnehmenden Teams aufeinander. Es siegten die Niederländerinnen vor den Deutschen. Dahinter lagen die Mannschaft der Vereinigten Staaten, die Australierinnen und die Kanadierinnen punktgleich. Während die Kanadierinnen ein negatives Torverhältnis hatten, lagen auch hier das US-Team und die Australierinnen gleichauf. Die beiden Teams trugen deshalb 15 Minuten nach dem Ende des letzten Spiels ein Siebenmeterschießen um die Bronzemedaille aus, das die Amerikanerinnen mit 10:5 gewannen. Beglin war in allen fünf Spielen dabei, aber nicht beim abschließenden Siebenmeterschießen.
1987 erreichte das US-Damenteam das Finale bei den Panamerikanischen Spielen in Indianapolis, dort siegten aber die Argentinierinnen. Bei den Olympischen Spielen 1988 in Seoul trafen die Mannschaften aus Argentinien und den Vereinigten Staaten im Spiel um den siebten Platz aufeinander und die Argentinierinnen gewannen nach Verlängerung.
In den 1980er Jahren war Beglin Hockeytrainerin am West Chester State College. Von 1988 bis 1999 war sie Cheftrainerin an der University of Iowa. Danach studierte sie selber in Iowa Rechtswissenschaften, erhielt 2005 die Zulassung als Anwältin und wurde später Staatsanwältin.